# Paysandú FC
Der Paysandú Fútbol Club, kurz Paysandú (Spitzname: Sanduceros), ist ein Fußballverein aus der im Departamento Paysandú gelegenen gleichnamigen Stadt Paysandú im Westen Uruguays. Derzeit findet keine Wettbewerbs-Teilnahme des Vereins im Rahmen des uruguayischen Fußball-Verbandes AUF statt.

## Geschichte
Der Verein wurde am 7. März 2003 gegründet. Er entstand dabei aus dem Zusammenschluss der Vereine Barrio Obrero, Centenario, Deportivo América, Estudentil, Independiente, Juventud Unida, Olimpico und Paysandú Wanderers. Von 2003 bis 2005 gehörte der Verein der Segunda División an. Direkt in der ersten Saison 2003 qualifizierte sich das von Carlos Cabillón trainierte Team als Sieger der Gruppe B für die Finalspiele um den Titel des Torneo Apertura 2003 der Zweiten Liga, verlor jedoch schließlich im Playoff-Finalrückspiel gegen den Rocha Fútbol Club am 27. September 2003 (das Hinspiel hatte man mit 2:0 gewonnen) mit 1:4. Nachdem die Rückrunde (Clausura) weniger erfolgreich verlaufen war, beendete man die erste Zweitligasaison als 14. der Gesamt-Abschlusstabelle. In der Spielzeit 2004 stand nach der Apertura der elfte Tabellenplatz zu Buche. Die aufgrund eines Spielerstreiks verkürzte Rückrunde jener Saison beendete man als Tabellenvierter der Gruppe A. In der Saison-Gesamttabelle reichte es somit zwar nur zum zehnten Rang. Dieser berechtigte in der von Spielerstreik und Mannschaftsausschlüssen geprägten Serie dennoch zum Aufstieg, da aufgrund der seinerzeitigen Aufstiegsregelung dem bestplatzierten Verein des Landesinneren der Sprung ins Fußball-Oberhaus gewährt wurde. Zwar hatte man auch dieses Ziel eigentlich nicht erreicht, da der Lokalrivale Paysandú Bella Vista Tabellenachter wurde. Jedoch konnte der verschuldete Konkurrent Verbindlichkeiten in Höhe von 100.000 US-Dollar nicht begleichen, weshalb ihm seitens der AUF am 22. Dezember 2004 der Aufstieg verwehrt wurde. Davon profitierte wiederum der Paysandú FC. Im Torneo Especial 2005, der Zwischensaison in der Umstellungsphase auf den europäischen Ligaaustragungsmodus mit Halbserienpause zum Jahreswechsel, und der anschließenden Saison 2005/06 spielte der Verein in der höchsten uruguayischen Spielklasse, der Primera División. Das Torneo Especial beendete man als 14. In der folgenden Spielzeit reichte es in der Apertura 2005, in der Ramiro Bruschi mit sechs Treffern erfolgreichster Torschütze der Mannschaft war, nur zum 18. und somit letzten Tabellenplatz. Aufgrund der Abstiegsregelung in dieser Zwischenphase bedeutete das schon am Jahresende den Abstieg, obwohl die Clausura der Saison 2005/06 erst anschließend ausgespielt wurde. Die folgende Zweitligasaison hielt dann auch das Aus des Profifußballs für den Verein bereit. Nachdem man im Torneo Apertura noch teilnahm und 14. und somit Drittletzter der am Spielbetrieb teilnehmenden Mannschaften (CD Colonia trat schon zu Saisonbeginn nicht mehr an) wurde und mit Alcides Bandera (sechs Tore) auch noch einen der erfolgreicheren Torjäger der Serie stellte, folgte zur Clausura das Aus aus wirtschaftlichen Gründen. Eine Wettbewerbsteilnahme fand nicht mehr statt.

## Kurioses
Im April 2005 spielte Paysandú in seinem Heimspiel der Primera División gegen Cerro vor lediglich 30 zahlenden Zuschauern, so dass mehr Aktive, Polizei- und Ordnungskräfte als Anhänger im Stadion waren. 2945 Zuschauer wollten in dieser Saison aber immerhin das Spiel des Vereins, der in der Bevölkerung über keine große Anhängerschaft verfügt, gegen Peñarol sehen.